# Sheezus Tour
Sheezus Tour é a terceira turnê da cantora e compositora inglesa Lily Allen. A turnê iniciou-se em 9 de setembro de 2014 durante um concerto no The Fillmore Miami Beach, em Miami, e teve seu fim em 2 de fevereiro de 2015 no The Star Theatre, em Singapura.

## Atos de abertura
- Fryars (Inglaterra)[3]
- Lolawolf (Inglaterra; Estados Unidos)[3]
- Mr. Little Jeans (Estados Unidos)[3]
- Samsaya (Estados Unidos)[4][3]
- Conner Youngblood[5]

## Repertório
O repertório abaixo é representativo do concerto ocorrido em 30 de janeiro de 2015, não correspondendo necessariamente aos outros shows da turnê.
1. "Sheezus"
2. "Not Fair"
3. "LDN"
4. "As Long as I Got You"
5. "Who do You Love?"
6. "Everyone's at It"
7. "Close Your Eyes"
8. "URL Badman"
9. "Smile"
10. "Life for Me"
11. "Miserable Without Your Love"
12. "Littlest Things"
13. "Hard out Here"
14. "22"
15. "L8 CMMR"
16. "The Fear"

Bis
1. "Who'd Have Known"
2. "Fuck You"

## Datas
| Data                   | Cidade           | País             | Local                        |
| América do Norte       | América do Norte | América do Norte | América do Norte             |
| ---------------------- | ---------------- | ---------------- | ---------------------------- |
| 9 de setembro de 2014  | Miami Beach      | Estados Unidos   | The Fillmore Miami Beach     |
| 10 de setembro de 2014 | Lake Buena Vista | Estados Unidos   | House of Blues               |
| 13 de setembro de 2014 | Houston          | Estados Unidos   | House of Blues               |
| 15 de setembro de 2014 | Dallas           | Estados Unidos   | House of Blues               |
| 17 de setembro de 2014 | Atlanta          | Estados Unidos   | The Tabernacle               |
| 19 de setembro de 2014 | Philadelphia     | Estados Unidos   | The Electric Factory         |
| 20 de setembro de 2014 | Boston           | Estados Unidos   | House of Blues               |
| 23 de setembro de 2014 | Nova York        | Estados Unidos   | Terminal 5                   |
| 24 de setembro de 2014 | Nova York        | Estados Unidos   | Terminal 5                   |
| 25 de setembro de 2014 | Washington, D.C. | Estados Unidos   | 9:30 Club                    |
| 27 de setembro de 2014 | Montreal         | Canadá           | Metrópolis                   |
| 28 de setembro de 2014 | Toronto          | Canadá           | Sound Academy                |
| 30 de setembro de 2014 | Chicago          | Estados Unidos   | Riviera Theater              |
| 1 de outubro de 2014   | Minneapolis      | Estados Unidos   | Skyway Theater               |
| 4 de outubro de 2014   | Seattle          | Estados Unidos   | Paramount Theater            |
| 5 de outubro de 2014   | Vancouver        | Canadá           | Commodore Ballroom           |
| 6 de outubro de 2014   | Portland         | Estados Unidos   | McMenamin's Crystal Ballroom |
| 8 de outubro de 2014   | Oakland          | Estados Unidos   | Fox Theater                  |
| 10 de outubro de 2014  | Hollywood        | Estados Unidos   | Hollywood Paladium           |
| Europa                 |                  |                  |                              |
| 1 de novembro de 2014  | Nantes           | França           | Zénith de Nantes             |
| 22 de novembro de 2014 | Glasgow          | Inglaterra       | O2 Academy Glasgow           |
| 23 de novembro de 2014 | Sheffield        | Inglaterra       | O2 Academy Sheffield         |
| 25 de novembro de 2014 | Manchester       | Inglaterra       | O2 Apollo Manchester         |
| 26 de novembro de 2014 | Birmingham       | Inglaterra       | O2 Academy Birmingham        |
| 27 de novembro de 2014 | Brighton         | Inglaterra       | Brighton Centre              |
| 29 de novembro de 2014 | Plymouth         | Inglaterra       | Plymouth Pavillions          |
| 30 de novembro de 2015 | Portsmouth       | Inglaterra       | Portsmouth Guildhall         |
| 12 de dezembro de 2014 | Londres          | Inglaterra       | O2 Academy Brixton           |
| 31 de dezembro de 2014 | Edinburgh        | Inglaterra       | Princes Street Gardens       |
| Ásia                   |                  |                  |                              |
| 27 de janeiro de 2015  | Tóquio           | Japão            | Toyosu Pit                   |
| 31 de janeiro de 2015  | Hong Kong        | China            | Asiaworld-expo - Hall 10     |
| 2 de fevereiro de 2015 | Singapura        | Singapura        | The Star Theater             |